# Pilatus PC-12

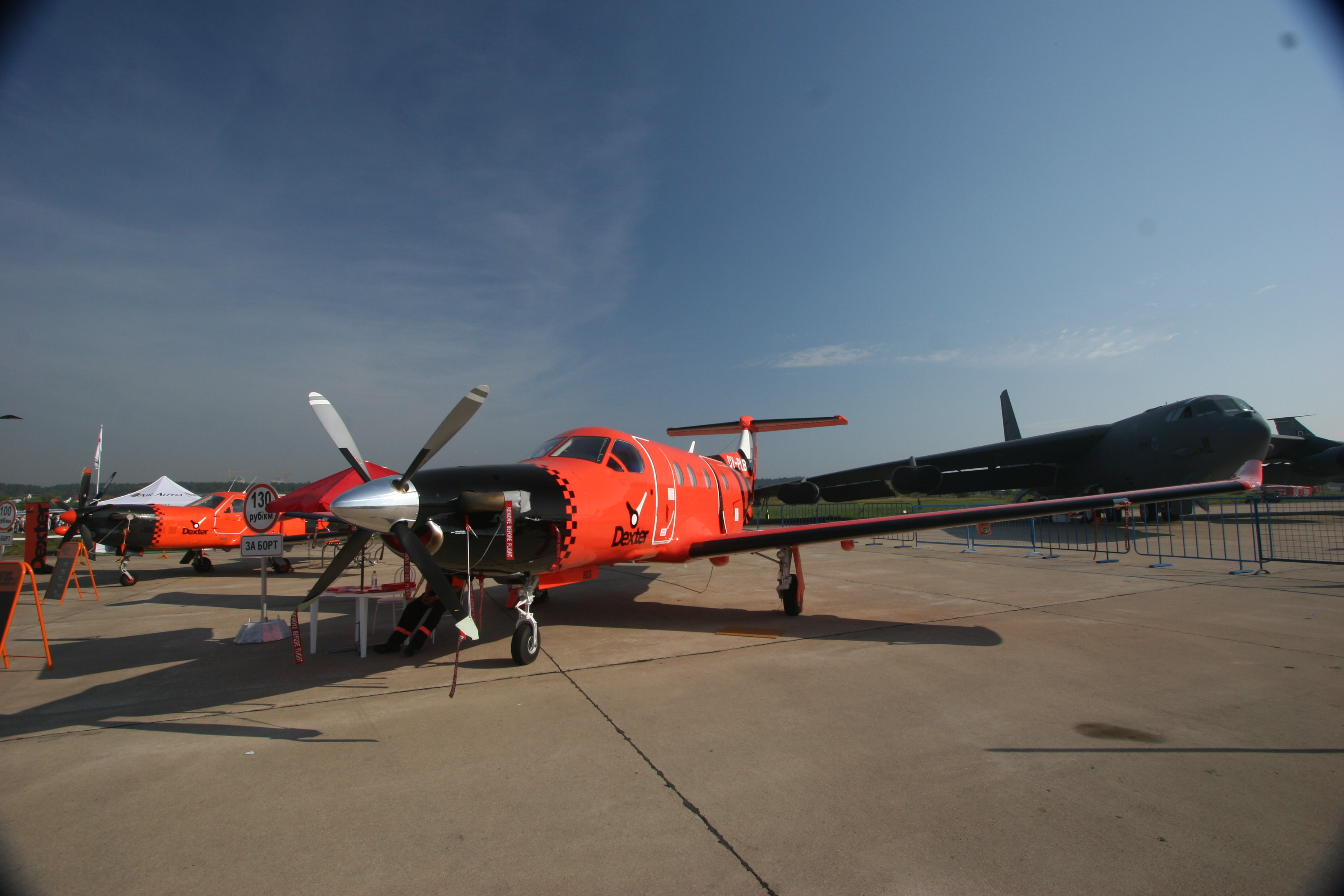
«Авіатаксі» Pilatus PC-12 і М-101Т «Гжель» російської авіакомпанії «Dexter» на МАКС-2007

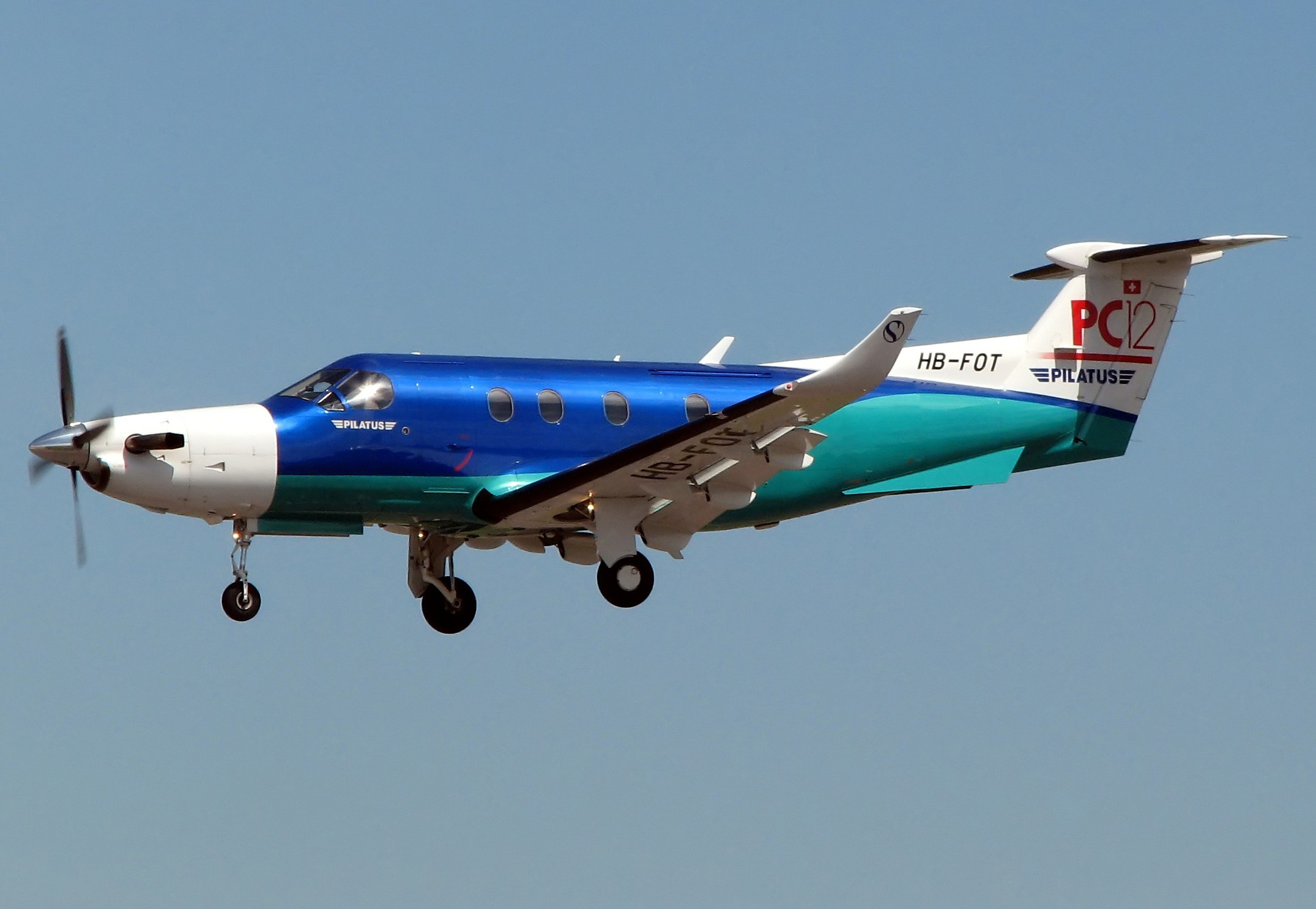
PC-12 заходить на посадку. Цей літак призначений для гоночної команди Sauber F1 і пофарбований у її фірмові кольори (станом на 2001 рік)

Пілатус ПС-12 (англ. Pilatus PC-12) — одномоторний турбогвинтовий літак, розроблений швейцарською компанією «Пілатус Ейркрафт». PC-12, як правило, використовується як корпоративний літак або регіональний лайнер. Позначення у ВПС США — U-28A.

## Історія
Компанія Pilatus оголосила про створення нової моделі PC-12 в жовтні 1989 року на щорічній сесії NBAA. Перший політ першого з двох прототипів відбувся 31 травня 1991 року.

## Модифікації
- PC-12/41 — оригінальний варіант був сертифікований в 1994 році й устатковувався двигуном PT6A-67B (Pratt & Whitney, Канада). Більшість випущених PC-12/41 пройшло модернізацію і перетворилися в PC-12/45.
- PC-12/45 — сертифікований в 1996 році з двигуном PT6A-67B (Pratt & Whitney, Канада). Максимальна вага була збільшена до 4500 кг
- PC-12/47 — сертифікований у 2005 році з двигуном PT6A-67B (Pratt & Whitney, Канада). Максимальна вага була збільшена до 4740 кг
- PC-12/47E — сертифікований у 2008 році, отримав модернізовану авіоніку і двигун PT6A-67P (Pratt & Whitney, Канада). Іноді на ринках зустрічається під назвою PC-12 NG (англ. Next Generation, «Наступне Покоління»)
- U-28A — варіант для ВПС США.
- РС-12М Eagle — багатоцільовий розвідувальний літак, розроблений швейцарською фірмою Pilatus. Був орієнтований на ринок США. Залежно від конфігурації розвідувального обладнання літак може виконувати такі місії: радіоелектронна розвідка і патрулювання (SAR РЛС і ІЧ-датчики), РЕБ та цілевказання (ФАР, РЛС, ІЧ-датчики, апаратура РЕП та апаратура радіо- і радіотехнічної розвідки), патрулювання прибережних кордонів і проведення операцій проти контрабанди наркотиків (ІК-датчики й мультиспектральна оптична камера MSOC). Як додаткові функції передбачаються конфігурації літака в ролі: медичного евакуаційного, фоторозвідки, пасажирського і транспортного літака, VIP-транспорту. Перший політ літака РС-12М відбувся в жовтні 1995 року. Існують два основних варіанти літака, перший : PC-12M (HB-FOB) — обладнаний оптико-електронними датчиками під управлінням системи Northrop Grumman Sensor Management System (SMS). Система SMS включає трьохпроцесорну станцію на базі процесорів Intel Pentium. До складу датчиків входять — ІК-датчики WF-160DS FLIR, оптична камера з варіооб'єктивом від 20 до 280 мм і американська система RISTA (Reconnaissance, Infra-red Surveillance, Target Acquisition). Другий варіант: PC-12M (HB-FOG) — обладнаний датчиками Northrop Grumman WF-160DS IR/E-O, РЛС Raytheon Sea Vue SV 1021, системою РЕР Delfin Systems (30 МГц до 2 ГГц), системою цифрової та відеопередачі даних на відстань до 200 км).

## Технічні дані (PC12 NG)
- Екіпаж: 1-2 чол.
- Максимальна швидкість: 520 км/год
- Висота польоту: 9144 м
- Розбіг: 450 м
- Злітна дистанція: 808 м
- Пробіг: 228 м
- Посадкова дистанція: 558 м
- Швидкопідйомність на рівні моря: 585 м/хв
- Дальність польоту: 3417 км
- Вага без вантажу: 2810 кг
- Максимальна вага: 4760,9 кг
- Злітна вага: 4740 кг
- Посадкова вага: 4500 кг
- Вага без палива: 4100 кг
- Місткість палива: 1227 кг
- Місткість вантажу: 467 кг
- Висота: 4,26 м
- Довжина: 14,4 м
- Розмах крила: 16,27 м
- Стандартна місткість: 9 чол.
- Виробник двигунів: Pratt & Whitney (Канада)
- Модель: PT6A-67P (1)
- Вихідна потужність: 1 200 к. с.
- Час напрацювання на ремонт: 300 год

## Ціна і ринки
Запитувана ціна: 2,15–3,45 млн $.
Прямі експлуатаційні витрати: 668 $/год.
Постійні витрати: 210 926 $/рік.
Станом на липень 2010 року продано понад 1000 літаків PC-12 всіх модифікацій; більшість з них використовується в цивільній авіації.